# Hilarempis stenostoma
Hilarempis stenostoma är en tvåvingeart som beskrevs av Collin 1933. Hilarempis stenostoma ingår i släktet Hilarempis och familjen dansflugor. Inga underarter finns listade i Catalogue of Life.